# Gabriele Mandel
Gabriele Mandel (Bologna, 12 febbraio 1924 – Milano, 1º luglio 2010) è stato un islamista, psicoanalista, psicologo, storico dell'arte, artista e traduttore italiano di discendenza turco-afghana. 
Ha utilizzato anche i nomi di Gabriele Mandel khân e Gabriele Sugana (cognome della nonna paterna). Fu un sufi islamico, sceicco ("guida") della confraternita islamica Naqshbandiyya, khalīfa ("vicario") della confraternita sufi Jerrahi-Halveti., fu tra i fondatori, nel 2006, del Forum delle religioni di Milano.
È autore di oltre 100 libri (187 secondo fonte autorevole), pubblicati da diverse case editrici italiane ed estere.

## Biografia
Nacque a Bologna nel 1924 dal massone Roberto Mandel (1895 - 1963), fisico, docente universitario, scrittore e storico e da Carlotta Rimini (1903 - 1992), scrittrice ebrea italiana. Benché il cognome Mandel sia molto diffuso anche fra gli ebrei mitteleuropei, alcune cronache familiari ventilano l'ipotesi suggestiva che il cognome originario era l'afghano Hetimandel Rūd, poi abbreviato in Mandel. Gabriele D'Annunzio fu amico intimo del padre, che gli dedicò uno dei suoi numerosi libri, ed ispiratore del nome dato a Mandel in suo onore. In gioventù manifestò interesse per la musica, studiando flauto con Gastone Tassinari a Milano e diplomandosi in violino e armonia con Arrigo Pedrollo all'Istituto musicale Canneti, ora Conservatorio Arrigo Pedrollo, di Vicenza.
Fu iniziato al sufismo in Afghanistan, a Kabul, nelle estati del 1938 e 1939. Cominciò a scrivere novelle sufi sul Corriere dei Piccoli nel 1939, ma nel 1940 fu espulso dall'Albo dei giornalisti perché figlio di madre ebrea.
Membro della Resistenza partigiana, fu imprigionato nel 1944 e torturato dai nazisti nel carcere di San Vittore. Suo padre, ex fascista che si era opposto alle leggi razziali e all'entrata in guerra dell'Italia, fu internato con il figlio per aver nascosto la moglie ebrea, sottraendola all'arresto. Un libro di Roberto Mandel descrive le disavventure vissute. Dopo la fuga rocambolesca di entrambi dal carcere, Gabriele Mandel si unì nuovamente alla Resistenza antifascista in una brigata anarchica.
Finita la guerra, si laureò in lettere classiche alla Sorbona e conseguì il Diploma all'École des beaux-arts di Parigi (atelier Cami-Goerg). Ottenne poi un dottorato di ricerca in Archeologia all'Università del Lussemburgo. Le sue ricerche archeologiche e gli studi sul campo, soprattutto in India e in Medio Oriente, si ritrovano nelle sue pubblicazioni, tra le quali: Salomone, La Civiltà della Valle dell'Indo, Il Regno di Saba, ultimo paradiso archeologico e Gengis Khan. In seguito divenne direttore dell'Istituto di Archeologia orientale islamica in Giordania. Contemporaneamente approfondì i suoi studi scientifici, laureandosi prima in Psicologia a Bruxelles e poi in Medicina all'Università degli Studi di Pavia. Fece training didattico con Cesare Musatti (metodo freudiano), Silvia Montefoschi (metodo junghiano) e Francesco Parenti (scuola adleriana). Si specializzò in psicologia clinica e medicina perinatale alla Clinica Mangiagalli di Milano. Finito il training didattico sotto la guida di Domenico De Maio, primario di psichiatria all'ospedale Fatebenefratelli di Milano, iniziò a lavorare come psicoterapeuta. Fondò una scuola di psicoterapia globale, coniugando l'antica psicologia sufi a teorie psicologiche contemporanee. La psicologia risulta, assieme alla fisiologia, componente essenziale dell'universalismo immanente - radicato nel sufismo islamico - di Mandel. Ha insegnato psicologia all'università ESPI di Parigi ed è stato direttore della Facoltà di psicologia all'Università Europea del Lavoro di Bruxelles.
Nuovamente iscritto all'Ordine Nazionale dei Giornalisti dal 1959, divenne corrispondente, redattore e inviato speciale, scrivendo un totale di oltre 1800 articoli. È stato segretario onorario della Organizzazione mondiale della Stampa diplomatica e direttore responsabile di tre periodici (Europa Unita, Rinnovamento dei Valori Classici, Alfani fi âl Islàm/Art in Islam). Fu infine direttore responsabile della rivista di cultura e spiritualità Sufismo e membro della Redazione di Jesus, mensile di Famiglia Cristiana di cui fu redattore dal 1978.
Da Keki Efendi Khan-i Hetimandel Rūd, principale esponente dei sufi in Afghanistan e da Mandel indicato come proprio zio, ereditò l'interesse per il sufismo. Fu allievo di Si Hamza Boubaker (1912 - 1995), politico, teologo e rettore dell'Università islamica di Parigi. Membro dell'Accademia islamica di Cambridge, rettore dell'università islamica âlBarî, fondatore e membro del Consiglio direttivo dell'università islamica internazionale Averroè di Cordova, oggi chiusa. Fu insignito della laurea honoris causa in Scienze islamiche dall'università di Konya, che successivamente gli ha dedicato la biblioteca della Facoltà di Lettere, e in Scienze coraniche all'università del Nuovo Messico e .
Divenne dapprima sceicco, guida della confraternita islamica Naqshbandiyya e poi khalīfa (califfo), vicario per l'Italia della confraternita sufi Jerrahi-Halveti, con sede a Istanbul. In Italia ha fondato nel 2000 la tekke (sala di preghiera) di Milano, guidandola fino alla morte nel 2010, e nel 2005 la tekke di Genova, lasciandola all'antico ordine afghano naqshbandi. Fu tra i fondatori, il 21 marzo 2006, del Forum delle religioni di Milano, al quale aderiscono ebrei, cristiani, musulmani, induisti, buddisti e ottenne il premio Dag Hammarskjöld per la pace.
Numerose le sue pubblicazioni in Italia e all'estero, tra cui spiccano, oltre ai numerosi testi di storia dell'arte, la traduzione dall'arabo e il commento del Corano, in una versione che ha ottenuto l'alto patronato dell'UNESCO; la traduzione dal persiano e il commento al Mathnawì, poema mistico di circa 25000 versi di Gialal al-Din Rumi. Conosceva, oltre ad altre lingue, l'arabo, il persianoe il giapponese.
È stato docente universitario di Entipologia (lo studio specialistico di opera a stampa dal punto di vista storico, artistico, tecnico e funzionale) alla Facoltà di Architettura del Politecnico di Torino, di Storia dell'Arte e direttore dell'Istituto di Discipline artistiche allo IULM di Milano e professore onorario di Estetica Orientale e Storia dell'Arte Islamica all'Accademia di Brera di Milano.
Ha studiato pittura anche con Henri Matisse all'École des beaux-arts di Parigi e frequentato Salvador Dalí.
In qualità di pittore, incisore e ceramista ha esposto le sue opere in 156 mostre. Tra le sedi d'esposizione: la Biennale di Venezia, il Museo d'Arte Moderna di Parigi, la Galleria di Parigi, il Museo d'Arte di San Paolo, i musei di Tokyo, di Nuova Delhi, di Ankara, di Konya, di Amman, di Samarkanda, il Palazzo dell'Ayuntamiento di Córdoba, il Palazzo Dolmabahçe di Istanbul, il Museo nazionale della scienza e della tecnologia Leonardo da Vinci di Milano, il Civico museo della Città di Milano, la Basilica di Sant'Ambrogio, l'Abbazia di Chiaravalle, il Museo della Ceramica di Lodi, il Civico Museo di Crema, il museo di Belluno. Delle sue opere artistiche hanno parlato, tra gli altri: Filippo Tommaso Marinetti (1944), Giulio Cisari (1946), Alberto Martini (1948), Maurice Utrillo (1949), Gregorio Sciltian (1951), Carlo Carrà (1951), Henri Matisse (1953), Luigi Bartolini (1953), Jean Cocteau (1953), Si Hamza Boubakeur (1985), il cardinale e arcivescovo Carlo Maria Martini (1991), Roberto Guiducci (1991), Vittorio Sgarbi (1992).
Ha collaborato con il musicista Franco Battiato, notoriamente interessato al sufismo e alla musica islamica (Battiato ha cantato Fog el Nakhal in arabo durante il suo concerto di Baghdad del dicembre 1992). La mostra Misticismo d'Oriente e d'Occidente ha presentato circa 30 opere pittoriche di Mandel ed altrettante di Battiato a Verona nel dicembre 2003 e a Milano nel gennaio 2004.
Coniugato con Nûr-Carla Cerati, omonima della fotografa e scrittrice Carla Cerati, è deceduto a Milano il 1º luglio 2010.

## Riconoscimenti
Molteplici sono stati i riconoscimenti culturali nel corso della sua vita, tra i quali il premio Dag Hammarskjöld per la pace.
In Italia: Commendatore al Merito della Repubblica Italiana per motu proprio del presidente Giovanni Leone, medaglia d'oro del presidente della Repubblica Sandro Pertini, medaglia d'oro per i benemeriti della Pubblica Istruzione, gran premio di cultura della Presidenza del Consiglio. Targa d'onore della Regione Lombardia, targa d'oro e Ambrogino d'oro del Comune di Milano, premio Mario Gromo alla Facoltà d'Architettura di Torino, targa d'onore di Martina Franca, premio San Valentino del Comune di Terni per la Letteratura.
In Francia: Palme accademiche, medaglia d'onore della Città di Parigi, cavaliere del Bene e Merito Pubblico, medaglia d'oro dell'Accademia d'Arti, Scienze e Lettere, medaglia d'oro di San Luca.
In Turchia: medaglia d'onore del Parlamento, targa d'onore del Ministero della Cultura, laurea honoris causa in Scienze islamiche dell'università di Konya.
Negli USA: laurea honoris causa in Scienze coraniche all'università del Nuovo Messico.

## Curiosità
- Woody Allen conobbe Gabriele Mandel all'università di Enschede[12] (Paesi Bassi) e lo citò nel libro Effetti collaterali:

(Woody Allen, 1975)

## Pubblicazioni
È autore di oltre 100 libri (187 secondo fonte autorevole) pubblicati dai maggiori editori italiani (Rizzoli, Mondadori, Rusconi, Longanesi, Edizioni San Paolo, Franco Maria Ricci, Bompiani...), molti dei quali tradotti in più lingue (16 in totale). Tra le opere edite in Italia:
- La pittura francese, Presentazione di François Baron-Renouard, Milano, La Mandragora, 1956.
- Scultura italiana contemporanea, Presentazione di Germain Bazin, Edizioni IESA (Istituto Europeo di Storia dell'Arte), 1965.
- Storia dell'arte greca (in La Grecia. Storia, arte, geografia), Aristea Edizioni scolastiche, 1966.
- Storia dell'arte indiana (in L'India. Storia, arte, geografia), Aristea Edizioni scolastiche, 1967.
- Storia dell'arte svizzera (in Svizzera. Storia, arte, geografia), Aristea Edizioni scolastiche, 1967.
- L'uomo e l'Arte. Corso di educazione artistica per la Scuole medie (tre volumi), Aristea Edizioni scolastiche, 1967.
- L'opera completa del Botticelli (collana Classici dell'Arte Rizzoli), Prefazione di Carlo Bo, Milano, Rizzoli, 1967{\displaystyle ^{1}} - 1978{\displaystyle ^{8}}. Coedito in sette lingue.
- L'opera completa di Antonello da Messina (collana Classici dell'Arte Rizzoli), Prefazione di Leonardo Sciascia, Milano, Rizzoli, 1967. Coedito in sei lingue.
- L'opera completa di Hogarth (collana Classici dell'Arte Rizzoli), Prefazione di Gabriele Baldini, Milano, Rizzoli, 1967. Coedito in sei lingue.
- Maometto (collana I grandi di tutti i tempi), Milano, Mondadori, 1967{\displaystyle ^{1}} - 1978{\displaystyle ^{2}}. Tradotto in otto lingue.
- Buddha (collana I grandi di tutti i tempi), Milano, Mondadori, 1967{\displaystyle ^{1}} - 1978{\displaystyle ^{2}}. Tradotto in otto lingue.
- Gengis Khan (collana I grandi di tutti i tempi), Milano, Mondadori, 1967. Tradotto in otto lingue.
- Pensieri e massime del Buddha (collana Serie oro periodici Mondadori), Milano, Mondadori, 1967.
- La Peinture italienne du Futurisme à nos jours, Prefazione di Armand Nakache, Edizioni IESA (Istituto Europeo di Storia dell'Arte), 1967.
- Storia dell'arte austriaca (in Austria. Storia, Arte, Geografia), Aristea Edizioni Scolastiche, 1968.
- Storia dell'arte in Gran Bretagna e Irlanda (in Gran Bretagna e Irlanda. Storia, Arte e Geografia), Aristea Edizioni Scolastiche, 1968.
- Storia dell'arte messicana (in Messico. Storia, Arte e Geografia), Aristea Edizioni Scolastiche, 1968.
- Storia dell'arte spagnola e portoghese (in Spagna e Portogallo. Storia, Arte e Geografia), Aristea Edizioni Scolastiche, 1968.
- Storia dell'arte egiziana e libica (in Egitto e Libia. Storia, Arte e Geografia), Aristea Edizioni Scolastiche, 1968.
- L'opera completa di Toulose-Lautrec (con G. M. Sugana, collana Classici dell'Arte Rizzoli), Prefazione di Giorgio Caproni,  Milano, Rizzoli, 1969.
- L'opera pittorica completa di Daumier (collana Classici dell'Arte Rizzoli), Prefazione di Luigi Barzini, Milano, Rizzoli, 1971.
- L'opera completa di Fragonard (collana Classici dell'Arte Rizzoli), Prefazione di Daniele Wildenstein, Milano, Rizzoli, 1972.
- L'opera completa di Gauguin (con G. M. Sugana, collana Classici dell'Arte Rizzoli), Milano, Rizzoli, 1972.
- Van Gogh, la vita e l'arte, Milano, Mondadori, 1972.
- Il regno di Saba, ultimo paradiso archeologico, Milano, SugarCo, 1973.
- Palermo al tempo di Federico II (collana Le grandi capitali d'Europa), Milano, Mondadori, 1973.
- Costantinopoli al tempo di Teodora (collana Le grandi capitali della storia), Milano, Mondadori, 1973.
- Patologia del libro (volume di aggiornamento alla Enciclopedia della Stampa), Torino, SEI e Politecnico di Torino, 1976.
- Hokusai (collana Grandi Pittori), Firenze, Edizioni Scala, Firenze, 1978.
- La Civiltà della Valle dell'Indo, Milano, SugarCo, 1978. Tradotto in sei lingue.
- Salomone, Milano, SugarCo, 1978..
- Il Sufismo, vertice della piramide esoterica, Milano, SugarCo, 1978.
- Tantra - Devozioni amorose, Parma, Franco Maria Ricci, 1979.
- Gengis Khàn, il conquistatore oceanico, Milano, SugarCo, 1979.
- Come riconoscere l'Arte islamica, Milano, Rizzoli, 1979.
- I detti di al Hallaj (introduzione, traduzione e note), Genova, Edizioni Alkaest, 1980.
- Un sufi e il potere (Il primo libro del Gulistan di Sa'adi) (introduzione, traduzione e note), Edizioni del Fiore d'oro, 1981.
- Essere e fare - Lezioni di storia e psicologia dell'Arte, Milano, COOPLI Cooperativa Editrice Libraria IULM, 1984.
- Alla ricerca dell'Io (Lezioni di storia della psicologia), Milano, COOPLI Cooperativa Editrice Libraria IULM, 1985.
- Trecento quartine di Jalal al Dìn Rùmì (introduzione, traduzione e note), Casamassima, Università Islamica di Bari/Milano, COOPLI Cooperativa Editrice Libraria IULM, 1986.
- Arte cinese (in Enciclopedia dell'Arte, a cura di Vittorio Sgarbi), Vol. 8, Milano, Mondadori, 1988.
- Arte giapponese (in Enciclopedia dell'Arte, a cura di Vittorio Sgarbi), Vol. 8, Milano, Mondadori, 1988.
- Arte dell'America precolombiana (in Enciclopedia dell'Arte, a cura di Vittorio Sgarbi), Vol. 8, Milano, Mondadori, 1988.
- Arte dell'Africa nera (in Enciclopedia dell'Arte, a cura di Vittorio Sgarbi), Vol. 8, Milano, Mondadori, 1988.
- Arte dell'Oceania (in Enciclopedia dell'Arte, a cura di Vittorio Sgarbi), Vol. 8, Milano, Mondadori, 1988.
- I Caravanserragli turchi, Bergamo, Edizioni Lucchetti, 1988.
- Mamma li Turchi, Bergamo, Edizioni Lucchetti, 1990.
- La chiave - Storia e simbologia di chiavi lucchetti e serrature, Bergamo, Edizioni Lucchetti, 1990.
- Il Corano senza segreti, Milano, Rusconi, 1991.
- Storia dell'Harem, Milano, Rusconi, 1992.
- Saggezza islamica, le novelle dei Sufi, Roma, Edizioni Paoline, 1992.
- Buddha (collana Breviari, introduzione, traduzione e note), Milano, Rusconi, 1994.
- Saggezza indiana - Aforismi dalla Bhagavad Gita e dallo Śrīmad Bhāgavatam(introduzione, traduzione e note, con testo originale a fronte manoscritto dal curatore), Cinisello Balsamo, San Paolo Edizioni, 1995.
- I Novantanove Nomi di Dio nel Corano, Cinisello Balsamo, San Paolo Edizioni, 1995.
- Psicoanalisi in gocce e pastiglie, Shakespeare & Company, 1995.
- Storia del Sufismo, Milano, Rusconi, 1995.
- Maometto (collana Breviari, introduzione, traduzione e note), Milano, Rusconi, 1996.
- Confucio (collana Breviari, introduzione, traduzione e note), Milano, Rusconi, 1997.
- Voltaire (collana Breviari, introduzione, traduzione e note), Milano, Rusconi, 1997.
- La magia nell'Islâm, Milano, Simonelli Editore, 1997.
- L'Orologio - Storia della misura del tempo (prefazione di Roberto Guiducci), Bergamo, Litostampa Istituto Grafico, 1998. Coedito in francese, inglese, tedesco e olandese.
- Arte Sufi tra Oriente e Occidente (con Franco Battiato), Milano, Edizioni dell'Arco, 1999.
- La saggezza dei Sufi - Rûmî e gli altri mistici dell'Islam (curatore), Milano, Rusconi, 1999.
- La saggezza indiana nei Veda e nel vedantismo (curatore), Milano, Rusconi, 1999.
- Le parabole nel Corano, Cinisello Balsamo, San Paolo Edizioni, 1999.
- Gandhi (collana Breviari, introduzione, traduzione e note), Milano, Rusconi, 1999.
- Buddha, l'illuminato,Milano, Mondadori, 2000.
- L'alfabeto ebraico, Milano, Mondadori, 2000.
- L'alfabeto arabo, Milano, Mondadori, 2000. Coedito in francese (Flammarion) e inglese (Abbeville Press).
- Maometto, il Profeta, Milano, Mondadori, 2001.
- Arte Etnica (collana Guide cultura), Milano, Mondadori, 2001.
- Storia del Sufismo, Milano, Bompiani, 2001.
- Il Nobile Corano (traduzione, introduzione e commento), Novara, De Agostini, 2003.
- Il Corano (traduzione, introduzione e commento), Torino, UTET, 2004.
- La via al Sufismo nella spiritualità e nella pratica, Milano, Bompiani, 2004.
- La città immersa nelle Tenebre di Sadiq, Edizioni Arcipelago, 2005.
- La musicoterapia dei sufi, Edizioni Arcipelago, 2006.
- Islam (Dizionari delle religioni), Milano, Electa Mondadori, 2006.
- Mathnawì - Il poema del misticismo universale (traduzione, introduzione e commento), in 6 volumi, Milano, Bompiani, 2006.
 Testo pubblicato anche a Konya nel 2005, con il patronato del Ministero della Cultura turco.
- L'alfabeto giapponese, Milano, Mondadori,  2007.
- Il Decalogo (2) - Non nominare il nome di Dio invano (con Giulio Giorello), Senago, AlboVersorio, 2007.
- L'Islam e l'Europa (raccolta di saggi postumi, a cura di Nazzareno Venturi), Acireale, Tipheret, 2013.
- Federico II, il sufismo e la massoneria (di Nazzareno Venturi, con saggi postumi di Mandel), Acireale, Tipheret, 2013.